# Gianpietro Marchetti
Gianpietro Marchetti (* 22. Oktober 1948 in Rudiano) ist ein ehemaliger italienischer Fußballspieler.

## Karriere

### Vereine
Marchetti spielte von 1966 bis 1968 für Atalanta Bergamo erstmals im Seniorenbereich und auch erstmals in der höchsten Spielklasse im italienischen Fußball, der Serie A. Sein Debüt am 28. Mai 1967 (34. Spieltag) bei der 1:4-Niederlage im Auswärtsspiel gegen US Foggia war zugleich sein einziges Saisonspiel; in der Folgesaison bestritt er fünf Punktspiele.
In der Saison 1968/69 bestritt er 37 Punktspiele für den Zweitligisten US Lecce, für den er drei Tore erzielte, bevor er von Juventus Turin verpflichtet wurde. Von 1969 bis 1974 war er für den piemontesischen Hauptstadtverein aktiv. Während seiner Vereinszugehörigkeit bestritt er 102 Punktspiele, in denen er fünf Tore erzielte und zweimal die Italienische Meisterschaft gewann. Mit Juventus Turin erreichte er auch das Finale um den Coppa Italia am 1. Juli 1973, das gegen den AC Mailand erst im Elfmeterschießen mit 2:5 verloren wurde. Zuvor nahm er auch erstmals am Wettbewerb um den Messestädte-Pokal teil, den Leeds United gewann; sowohl im Hin- als auch im Rückspiel wirkte er mit.
Von 1974 bis 1979 war er erneut für Atlanta Bergamo tätig, bis Saisonende 1976/77 in 85 Zweitligaspielen, in denen er ein Tor erzielte, ab der Saison 1977/78 wieder in der Serie A. In den beiden Erstligasaisons bestritt er 39 Punktspiele.
Seine Spielerkarriere beendete er am Saisonende 1979/80 beim Erstligisten US Catanzaro, wobei er am 24. Februar 1980 (21. Spieltag) bei der 1:3-Niederlage im Auswärtsspiel gegen Inter Mailand sein letztes von zehn Saisonspielen bestritt.

### Nationalmannschaft
Italienischer Nationalspieler wurde er am 19. November 1969, als er in der U21-Nationalmannschaft bis zur 63. Minute eingesetzt, das Freundschaftsspiel gegen die U21-Nationalmannschaft der Niederlande mit 0:2 in Deventer bestritt.
Für die A-Nationalmannschaft bestritt er 1972 drei und 1973 zwei Länderspiele. Er debütierte am 17. Juni 1972 in Bukarest beim 3:3-Unentschieden gegen die Nationalmannschaft Rumäniens, sein letztes Länderspiel bestritt er am 9. Juni 1973 in Rom beim 2:0-Sieg gegen die Nationalmannschaft Brasiliens.

## Erfolge
- Italienischer Meister 1972, 1973
- Italienischer Pokal-Finalist 1973
- Messestädte-Pokal-Finalist 1971